# Patrik Volas
Patrik Volas (* 11. dubna 2005) je český profesionální hokejový obránce a bývalý juniorský reprezentant. Aktuálně působí v klubu HC Oceláři Třinec.

## Hráčská kariéra
Volas je odchovancem klubu HC Uherské Hradiště. V roce 2019 přestoupil do klubu HC Oceláři Třinec. V mládežnických soutěží získal s dorostem Třince titul v ročníku 2022/23. O rok později získal s juniorským týmem Třince titul mistra české juniorské extraligy. V roce 2024 Volas debutoval za mužský A tým v osmifinálovém zápase Ligy mistrů proti HC Sparta Praha, ve kterém vstřelil gól.

## Prvenství
- Debut v ČHL – 26. listopadu 2024 (HC Sparta Praha proti HC Oceláři Třinec)